# Hoffmannia ostaurea
Hoffmannia ostaurea är en måreväxtart som beskrevs av John Duncan Dwyer. Hoffmannia ostaurea ingår i släktet Hoffmannia och familjen måreväxter.
Artens utbredningsområde är Panamá. Inga underarter finns listade i Catalogue of Life.